# Overberg (Utrechtse Heuvelrug)
Overberg is een dorp in de Nederlandse provincie Utrecht. Het is een van de zeven dorpen van de gemeente Utrechtse Heuvelrug.
Door het dorp loopt de spoorlijn Utrecht - Rhenen. Overberg ligt in het grensgebied van de Utrechtse Heuvelrug en de Gelderse Vallei, ten westen van Veenendaal. De Utrechtse Heuvelrug is sinds 2003 een nationaal park. In Overberg wordt als enige plaats buiten Oost-en Noordoost-Nederland in december op de midwinterhoorn geblazen.

## Efrathakerk
De Efrathakerk, een Hervormde kerk van de PKN, is in gebruik genomen op tweede kerstdag van het jaar 1873. Wellicht daarom de opvallende naam "Efrathakerk". Van oktober 1978 tot februari 2012 stond in deze kerk een orgel dat was gebouwd door J. Hoogenes uit Sprang-Capelle. In februari 2012 plaatste de orgelbouwer Pels & Van Leeuwen uit 's-Hertogenbosch een ander orgel. Dit orgel was oorspronkelijk door L. Verschueren uit Heythuysen in 1965 gebouwd voor de Gereformeerde Kerk in Zandvoort. Door een fusie tot één PKN-gemeente was het Verschueren-orgel in Zandvoort overbodig geworden.
Op 10-jarige leeftijd begon Gerben Budding als organist in deze kerk, waar hij 20 jaar lang mede de gemeentezang begeleidde. Hij speelde ook een grote rol bij de komst van het Verschueren orgel. Thans is hij hoofd organist in de St. Janskerk te Gouda en stadsorganist van die stad.

## Asielzoekerscentrum voor jongeren (AZC)
In een voormalige jeugdgevangenis in Overberg (gesloten in 2010), werden vanaf mei 2014 tot 1 januari 2018 minderjarige vluchtelingen opgevangen. De komst van het AZC naar Overberg leidde in 2014 tot onrust en heftige discussies bij omwonenden. Na de mededeling dat er vierhonderd asielzoekers zouden komen, kwam de buurt in opstand. Het aantal vluchtelingen ging daarop naar beneden naar tweehonderd. Sinds 2018 worden het pand en de bijbehorende voorzieningen, niet meer gebruikt. Wat er in de toekomst met het pand gaat gebeuren is nog altijd niet bekend. Het is eigendom van het Rijk.

## Gemeentelijke herindelingen
Tot de gemeentelijke herindeling van 1 januari 2006 hoorde Overberg met Amerongen en een deel van het dorp Elst tot de voormalige gemeente Amerongen.
Bij besluiten van de Staten van de provincies Gelderland en Utrecht van februari 2008 is Overberg in de procedure meegenomen om mogelijk opnieuw heringedeeld te worden bij een gemeentelijke herindeling tussen de huidige gemeenten Renswoude, Scherpenzeel en Woudenberg.
Via een volksraadpleging, gehouden op 28 mei 2008 koos 76% van de opgekomen kiezers ervoor om bij de gemeente Utrechtse Heuvelrug te blijven. 24% zou bij de eventuele nieuwe Valleigemeente willen behoren. Het opkomstpercentage was hierbij 59,74%. Naar aanleiding van de uitslag van de volksraadpleging werd Overberg, bij besluit van Provinciale Staten van Utrecht, niet ingedeeld bij de nieuwe Valleigemeente, maar bleef het dorp onderdeel van de gemeente Utrechtse Heuvelrug.
Overigens is het voorstel van wet voor de geplande samenvoeging van de gemeenten Woudenberg, Renswoude en Scherpenzeel in 2010 na de val van het kabinet-Balkenende IV controversieel verklaard en werd de wet in april 2011 verworpen. 

## Buurtschappen
- De Groep
- De Haar
- Dwarsweg
- Haspel